# عبد العزيز مكيوي
عبد العزيز مكيوي (29 يناير 1934 - 18 يناير 2016) ممثل مصري وأحد النجوم الكبار في عصره. 

## عن حياته
اسمه بالكامل محمد عبد العزيز أحمد شحاتة حاصل على بكالوريوس الفنون المسرحية عام 1954، وعضو بنقابة المهن التمثيلية، شارك في أكثر من عمل فني ومنهم مسلسل «أوراق مصرية» 2003 و«القاهرة 30»، بالإضافة إلي «لا وقت للحب» 1963، «لا تطفئ الشمس 1961». ومن أبرز أعماله التلفزيونية دور الأُستاذ رؤوف في خُماسية «الساقية» للكاتب الكبير الراحل عبد المنعم الصاوي.

## من أعماله
- لا تطفئ الشمس عام 1961
- لا وقت للحب عام 1963
- القاهرة 30 عام 1966
- مسلسل «أوراق مصرية» عام 2003 مع سماح أنور ووائل نور ونبيل الحلفاوى.
- مسلسل «الوعد الحق» عام 1993 مع عبد الله غيث وسهير المرشدى واحمد ماهر

مسلسل (العائلة) مع محمود مرسي وليلى علوي 
1995
مسلسل أيام المنيرة ١٩٩٤مع محمود ياسين

## وفاته
توفى عبد العزيز مكيوى عن عمر يناهز 82 عاماً يوم الإثنين 18 يناير 2016 بسبب أمراض الشيخوخة في دار مسنين بمصر الجديدة، حيث كانت تتكفل نقابة المهن التمثيلية برعايته.

## روابط خارجية
- عبد العزيز مكيوي على موقع الدهليز
- عبد العزيز مكيوي على موقع قاعدة بيانات الأفلام العربية